# Claus Ogerman
Claus Ogerman (Ratibor, Alemania; 29 de abril de 1930 - Munich, Alemania, 8 de marzo de 2016) fue un compositor y arreglista de origen silesiano. Históricamente es uno de los mejores arreglistas para orquesta. 
Hizo importantes arreglos para orquestas, incluyendo el inconfundible sonido del Bossa Nova en la famosa canción Garota de Ipanema, compuesta por el músico brasileño Tom Jobim. Ha trabajado con importantes artistas, entre los que se encuentran Frank Sinatra, el pianista de jazz Bill Evans y la famosa y talentosa pianista y cantante canadiense Diana Krall.
Ogerman se hizo famoso por la utilización de sonidos urbanos y naturales como elementos de sus composiciones orquestales. Sus numerosas composiciones y lanzamientos fueron una muestra de lo respetado que se hizo en el mundo musical. Después de finales de los 60 y de un tiempo con la RCA Victor, con la que grabó varios álbumes, Ogerman se hizo independiente, colaborando con otros expertos artistas de jazz, como Jan Akkerman y Michael Brecker, quienes también trabajaron solos. El formó su propia orquesta de jazz en los 70, con la que lanzó "Gate of Dreams" en 1977. 